# Správa lázeňských parků
Příspěvková organizace Správa lázeňských parků v Karlových Varech zajišťuje údržbu zeleně na území lázeňského města, spravovala dětská hřiště, městské hřbitovy a kolumbárium. K 1. únoru 2023 byla sloučena s příspěvkovou organizací Lázeňské lesy Karlovy Vary a vznikla tak nová městská společnost Lázeňské lesy a parky Karlovy Vary.

## Vznik společnosti
Firma byla založena k 1. lednu 1992 jako příspěvková organizace. Zapsaná byla u Krajského soudu v Plzni, oddíl Pr, vložka 589. Byla metodicky řízena technickým odborem Magistrátu statutárního města Karlovy Vary.

## Činnost společnosti

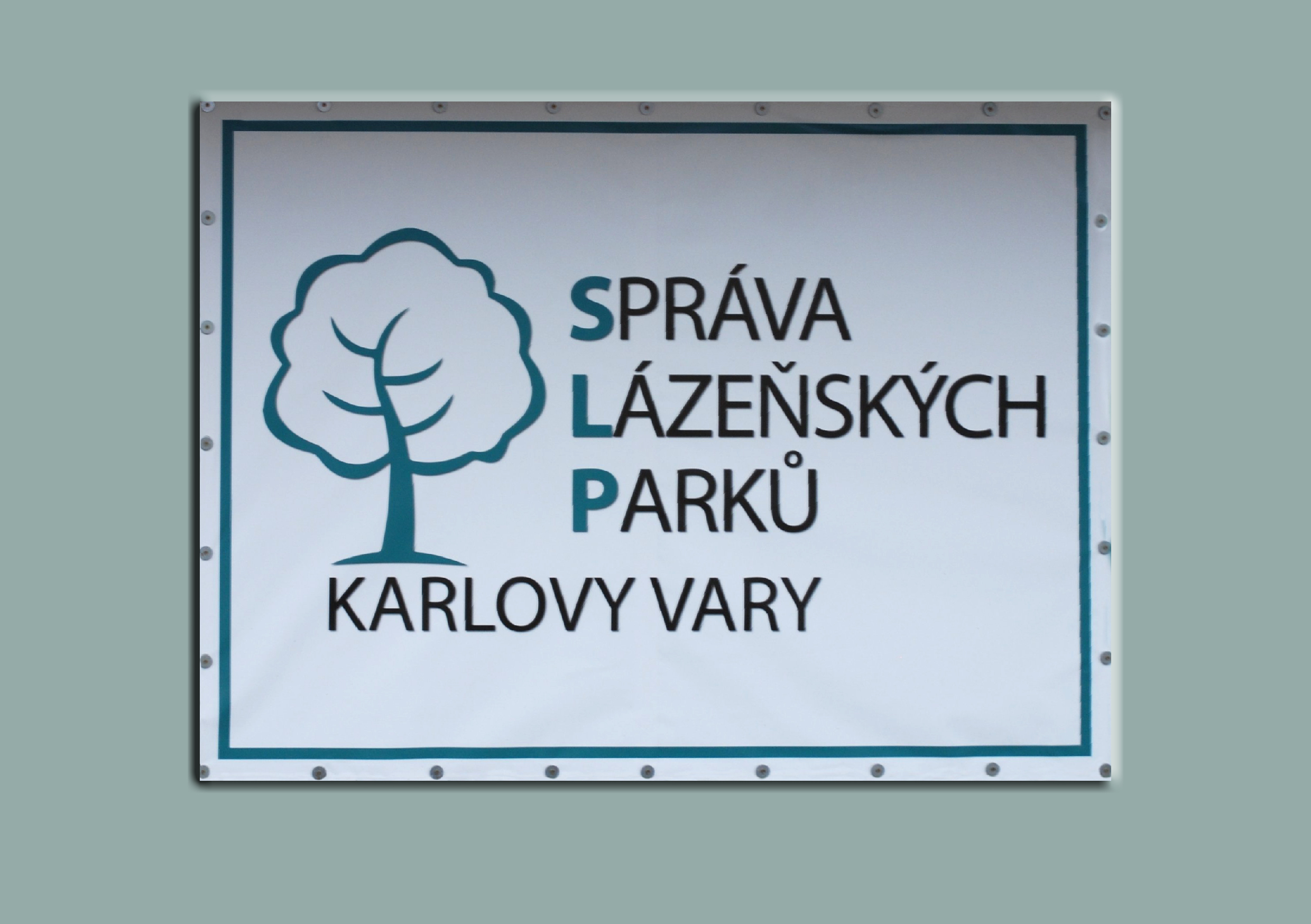
Znak společnosti

Hlavní činností organizace byla správa a údržba zeleně v lázeňském městě Karlovy Vary; jednalo se o péči o trávníky, výsadbu záhonů, řez a kácení stromů, rozvojovou péči o alejové a památné stromy, péči o sídlištní zeleň, údržbu a instalaci mobilní zeleně, o nakládání s odpady a zimní i letní údržbu komunikací. Organizace též spravovala dětská hřiště, městské hřbitovy a kolumbárium.

### Podrobněji
Ve správě organizace bylo 125 hektarů trávníků; z toho 5 hektarů pod automatickou závlahou a na 75 hektarech v lázeňském a obchodně-správním území města včetně parkových stezek byla intenzivně udržována zeleň. Do údržby a péče o trávníky spadala výsadba letničkových a trvalkových záhonů; šlo o 120 tisíc letniček a 70–80 tisíc cibulovin (krokusů, narcisů, tulipánů). Též bylo pečováno o téměř 16 tisíc stromů.
Co se týkalo údržby a instalace mobilní zeleně, tj. květinových váz, palem, vavřínů apod., pro výzdobu v lázeňské zóně bylo vždy na jaře do této části města převezeno 300 palem přechovávaných v zimě v palmovém skleníku. Některé z nich byly až 80 let staré.
Kromě této běžné údržby organizace revitalizovala parky v dlouhodobém plánu obnovy, zajišťovala provoz zahrady, kompostárny, správu hřbitovů (spravovala tři hřbitovy a kolumbárium), údržovala fontány, pítka a 50 dětských hřišť. Participovala i na dalších činnostech města, jako jsou přípravy vánočních a velikonočních trhů, skiatlonu, filmového festivalu, povodňových aktivit a dále na nahodilých akcích a případech, kdy bylo třeba operativně řešit dopravu, provoz či úklid ve městě.
Při výkonu služby v zimním období se organizace starala o údržbu stezek v parcích a na přilehlých chodnících v lázeňské části a na vybraných sídlištích, a to v celkové délce více než 70 kilometrů.

## Naučná stezka karlovarskými lázeňskými parky
Další činností organizace byla péče o naučnou dendrologickou stezku. Ta prochází lázeňským územím města a je zaměřena na historii a botaniku lázeňských parků. Začíná v centru města, pokračuje podél řeky Teplé a po 4,5 km končí v parku u restaurace Poštovní dvůr. Obsahuje sady a parky: Smetanovy sady, Dvořákovy sady, Skalníkovy sady, Divadelní náměstí, sady Karla IV., Goethovu stezku, sady u Poštovního dvora a park za přírodním divadlem. Stezka prezentuje celkem 102 taxonů stromů a keřů na 215 jak domácích dřevin, tak i dřevin introdukovaných z Ameriky a Asie.

## Sloučení
Ke dni 1. února 2023 byla příspěvková organizace Správa lázeňských parků sloučena s příspěvkovou organizací Lázeňské lesy Karlovy Vary a vznikla tak nová městská společnost nesoucí název Lázeňské lesy a parky Karlovy Vary. Důvodem fúze byl požadavek města na snížení nákladů, zlepšení služeb a lepší využitelnost zaměstnanců i technické vybavenosti.